# Brianna Love

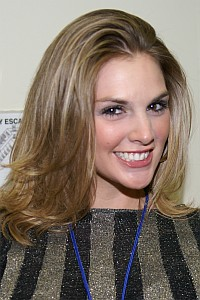
Brianna Love in Houston (2006)

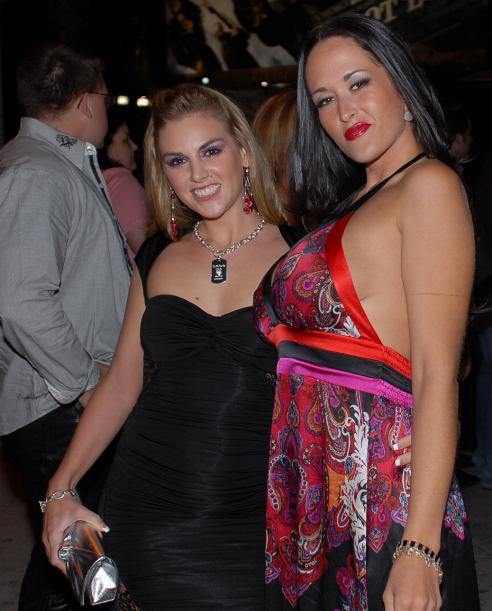
Brianna Love mit Carmella Bing auf einer Party (2007)

Brianna Love (* 14. März 1985 in Fresno, Kalifornien) ist eine ehemalige US-amerikanische Pornodarstellerin.

## Karriere
Love begann ihre Karriere als Stripperin in Missouri, nachdem sie während ihrer Kindheit oft umgezogen war. Später zog sie nach Las Vegas, wo sie sich für eine Karriere in der Hardcorefilmbranche entschied.
In ihrem ersten Jahr drehte sie nur Girl-Girl-Szenen. Dann arbeitete sie für zwei Jahre exklusiv für Red Light District Video, bevor sie Freelancer wurde. Während ihrer Zeit bei Red Light District Video wurde sie auf News Central von Nachrichtensprecher Morris Jones über den Mainstreamtrend von Pornofilmen interviewt.
Sie ist oft in Videos des Genres Anal zu sehen. Von den ca. 130 Titeln, die bei der IAFD zu ihr gelistete sind, sind mehr als 50 aus diesem Genre. Seit 2007 wurde sie als Hauptdarstellerin für die Filme Brianna Love, Her Fine, Sexy Self (Evil Angel, Regie John Leslie) und Brianna Love Is Buttwoman gecastet. In der Rolle der Buttwoman, einer neu aufgelegten Serie des Filmstudios Elegant Angel, war sie 2007 die erste Darstellerin seit Anfang der 2000er, der dieser prestigeträchtige Titel aufgrund ihres hervorstechenden Pos verliehen wurde, und Nachfolgerin der Darstellerinnen Tianna, Tiffany Mynx und Belladonna, die die Rolle seit 1991 zunächst für Evil Angel und später Elegant Angel geprägt hatten.
Sie ist auch in Szenen der Websites Bangbros, Brazzers, Reality Kings und Naughty America zu sehen. Sie drehte auch Filme für Digital Playground, Jules Jordan Video und Wicked Pictures.
Während ihrer Karriere hat sie eine Tochter geboren.

## Filmografie (Auswahl)
- 2005–2007: Women Seeking Women 13, 14, 17, 27, 32, 38
- 2007: Suck It Dry 4
- 2007: Big Ass Fixation 2
- 2007: Brianna Love, Her Fine Sexy Self
- 2007: Brianna Love Is Buttwoman
- 2007: Brianna Love Comes Of Age
- 2007: Ass Worship 10
- 2007: Strap Attack 7
- 2007: Performers Of The Year
- 2007: It’s a Daddy Thing! 3
- 2007: Massive Asses 1
- 2008: Diary of a Nanny 4
- 2008: Monster Curves 1
- 2009: Monster Curves 4

## Auszeichnungen
- 2008: Adam Film World Guide Award als Big-Butt Babe of the Year
- 2008: AVN Award für Best Tease Performance in Brianna Love: Her Fine Sexy Self[1]
- 2009: AVN Award für Best All-Girl Group Sex Scene (in Cheerleaders, zusammen mit Jesse Jane, Shay Jordan, Stoya, Adrianna Lynn, Lexxi Tyler, Memphis Monroe, Sophia Santi und Priya Rai)[2]
- 10 Nominierungen für den AVN Award
- 2 Nominierungen für den XRCO Award
- 2 Nominierungen für den F.A.M.E. Award
- 1 Nominierung für den XBIZ Award
- 1 Nominierung für die Ninfa